# Maria Machelina de Rooij
Maria Machelina de Rooij (Voorburg, 8 juli 1950) is een Nederlandse dichteres en schrijfster, bekend onder het pseudoniem Maria van Daalen.

## Biografie
Maria van Daalen studeerde Nederlandse taal- en letterkunde aan de Vrije Universiteit Amsterdam, afstudeeronderwerp: Middelnederlandse hoofse lyriek (Gruuthuse-handschrift, zie ook). Zij publiceerde van midden jaren tachtig tot 2005 regelmatig artikelen in dagblad Trouw.
In 1985 debuteerde ze met een reeks gedichten in Raster nr. 34. In 1989 verscheen haar debuutbundel Raveslag, die een jaar later werd genomineerd voor de C. Buddingh'-prijs. In 1992 werd ze redacteur van tijdschrift De Revisor, wat ze bleef tot 1994, en ze publiceerde verder onder meer in Lust en Gratie, De Gids, DW B (ze was enige jaren lid van de redactieraad) en in Kluger Hans, Awater, Parmentier en Tzum. Haar Amerikaans-Engelse werk verscheen in diverse buitenlandse tijdschriften. Ze trad op bij poëziefestivals in binnen- en buitenland.
In 1995 nam ze op voordracht van [toen nog] het Nederlands Literair Productie- en Vertalingenfonds deel aan het International Writing Program van de Universiteit van Iowa. Ze bleef er nadien nog een jaar wonen als writer in residence, reisde rond en trad op in het hele land, merendeels op uitnodiging van consulaten en van de ambassade, en organiseerde een festival in Iowa City. (NB: Elders wordt soms vermeld dat Van Daalen studeerde voor MFA, maar dat is onjuist.) 
Van september 1998 tot juni 2000 doceerde ze Creative Writing bij American Studies aan de Rijksuniversiteit Groningen. Tot haar studenten behoorden onder meer Tsead Bruinja en Ramona Maramis. In september 1998 werd ze tevens coördinator van het Groningse Winterschrift, dat voor het laatst plaatshad in 2000. Erna nam ze het initiatief tot No[o]rdschrift (t/m 2005), ook een jaarlijks festival, het eerste streektaalfestival in Nederland en het nabij gelegen Oost-Friesland, met dichters uit Groningen, Leeuwarden, Bremen en Oost-Friesland. In 2010 vroegen Jasper Henderson en René van Stipriaan haar als mede-organisator van De Langste Dag, een poëzieprogramma vol eerbetoon aan de grote voorgangers.
In 2003 verbleef Van Daalen met een beurs van het Fonds voor de Letteren twee maanden in Montreal, Canada, en las er voor op literaire festivals (Bleu Métropolis in Montreal en Rencontre in Quebec). 
Van 2006 tot 2011 was Van Daalen docent Poëzie aan de Schrijversvakschool Amsterdam. Van april tot oktober 2007 hield ze met Het Spreek Uur een maandelijks interviewprogramma met dichters in Corrosia Theater, Expo & Film. In 2011 en 2012 gaf ze een cursus Creative Writing aan Summer School Almere. In Almere Buiten staan twee gedichten van haar op de muur van een huis. Een ander gedicht staat op een muur van het NIAS, toen nog in Wassenaar, waar ze gastschrijver was in het eerste semester van 2010. In opdracht van het NIAS schreef ze het gedicht De taal van de boodschapper, dat ze op 26 mei 2016 voorlas naar aanleiding van de verhuizing van deze instelling naar Amsterdam.
Maria van Daalen houdt zich actief bezig met de sjamanistische religie Haïtiaanse vodou. In 2007 mondde dit uit in haar wijding tot mambo asogwe (vodoupriesteres, hoogste graad) te Haïti. Van Daalen publiceert regelmatig over vodou en adviseert van tijd tot tijd musea ivm. komende tentoonstellingen. In 2022 doneerde zij haar vodou-altaren aan het Nationaal Museum van Wereldculturen, een rijksmuseum. Deze altaren waren tot 22 mei 2023 te zien in het Afrika Museum, in de tentoonstelling Healing Power en van 15 december 2024 t/m 20 april 2025 in Fondation OPALE, Zwitserland, in de tentoonstelling RIEN DE TROP BEAU POUR LES DIEUX.
Maria M. de Rooij [Maria van Daalen] is een kleindochter van Machiel Wilmink.
1. ↑  Gerbrandy, Piet, Du coors die doot. De Groene Amsterdammer (8 mei 2013). Gearchiveerd op 16 november 2022. Geraadpleegd op 16 november 2022.
2. ↑  van Bork, G.J., Daalen, Maria van (2003-02). Gearchiveerd op 16 november 2022. Geraadpleegd op 16 november 2022.
3. ↑  De Langste Dag. Digitale Bibliotheek voor de Nederlandse Letteren (10 december 2010). Gearchiveerd op 13 augustus 2020. Geraadpleegd op 30 januari 2020.
4. ↑  Startpagina | Corrosia. Gearchiveerd op 29 augustus 2023.
5. ↑  Van Daalen, Maria, gedicht Almere. Almere. www.flevolanderfgoed.nl (2012). Gearchiveerd op 8 december 2022. Geraadpleegd op 16 november 2022.
6. ↑  Van Daalen, Maria, Thuis. Thuis. www.flevolanderfgoed.nl (2009). Gearchiveerd op 3 augustus 2021. Geraadpleegd op 16 november 2022.
7. ↑  Van Daalen, Maria, Wall poem by Maria van Daalen. https://nias.knaw.nl/+(9 juni 2011). Gearchiveerd op 16 november 2022. Geraadpleegd op 16 november 2022.
8. ↑  Van Daalen, Maria, Daalen, M. van (1 februari 2010). Gearchiveerd op 16 november 2022. Geraadpleegd op 16 november 2022.
9. ↑  'The Language of the Messenger' by Maria van Daalen | NIAS. Gearchiveerd op 23 maart 2023.
10. ↑  vodou – Maria van Daalen. Gearchiveerd op 13 augustus 2022.
11. ↑  VODOU IN NEDERLAND | Sosyete Lakansyèl Ginen. Gearchiveerd op 29 maart 2023.
12. ↑  (en) Van Daalen, Maria (12 februari 2021). Healing Power. Sidestone Press, p. 135-145. ISBN 9789088909191. Gearchiveerd op 1 april 2023.
13. ↑  Van Daalen, Maria  (14 februari 2020). Spirited Away. Gearchiveerd op 7 juni 2023. De Gids  2020
14. ↑  Van Daalen, Maria, vodou-altaren (1 november 2022). Gearchiveerd op 16 november 2022. Geraadpleegd op 16 november 2022.
15. ↑  https://www.fondationopale.ch/expositions/rien-de-trop-beau-pour-les-dieux/